# Joana Serra de Gayeta i Martí
Joana Serra de Gayeta   (Pollença, 15 de abril de 1950) es una escritora y profesora mallorquina.

## Biografía
Es hija del historiador Francesc Serra de Gayeta y de Asprer y descendiente del militar austricista Francesc de Asprer y Talric . 
Joana Serra de Gayeta estudió Filosofía y Letras en Barcelona y se licenció en Filología Hispánica . En 1972 ganó el Premio Sa Pobla de Narrativa Juvenil con Sovint el record queda a l'asfalt.  En 1974 recibió el Premio Ciudad de Manacor por el conjunto de relatos Taules de marbre, reeditado en 2020 por la Editorial Moll, que incluye Nosaltres esperàvem Mr. Marshall,  un relato con el que había recibido el Premio Joan Ballester en 1976. La obra, pese al paso del tiempo, fue bien recibida.  
Trabajó en la Editorial Cort, con cuyo director, Andreu Ferrer, estuvo casada. Colaboró en la revista Corte de 1974 a 1982. En la editorial elaboró, en colaboración con otros autores, libros de texto en catalán de educación general básica, y creó y dirigió la colección «Vell Marí» de literatura infantil y juvenil desde 1992,  donde el mismo año se publicó su libro infantil La bruixa Lonieta, con ilustraciones de Margalida Gayà.
Aparte de la actividad literaria, se ha dedicado a la enseñanza de lengua y literatura catalanas y española, primero en la Escuela Normal de Palma y después en la Universidad de las Islas Baleares,  además de haber trabajado a favor de la normalización de la lengua catalana en las islas . 

## Obra
- Sovint el record queda a l'asfalt, Revista Lluc (1972)
- Nosaltres esperàvem Mr. Marshall (1976)
- La bruixa Lonieta. Edicions Cort, 1992. ISBN 84-7535-241-3.
- Memòria de vida. Pollença: El Gall, 2004. ISBN 84-95232-57-X; 2a edició, El Tall, 2025 ISBN 978-8496019-98-0
- Taules de marbre. (1974, reedició Editorial Moll 2020).[11][12]
- Ell i tu i altres relats (2024) ISBN 978-84-96019-94-2[13]